# Werkstatt des Ludwig Henfflin

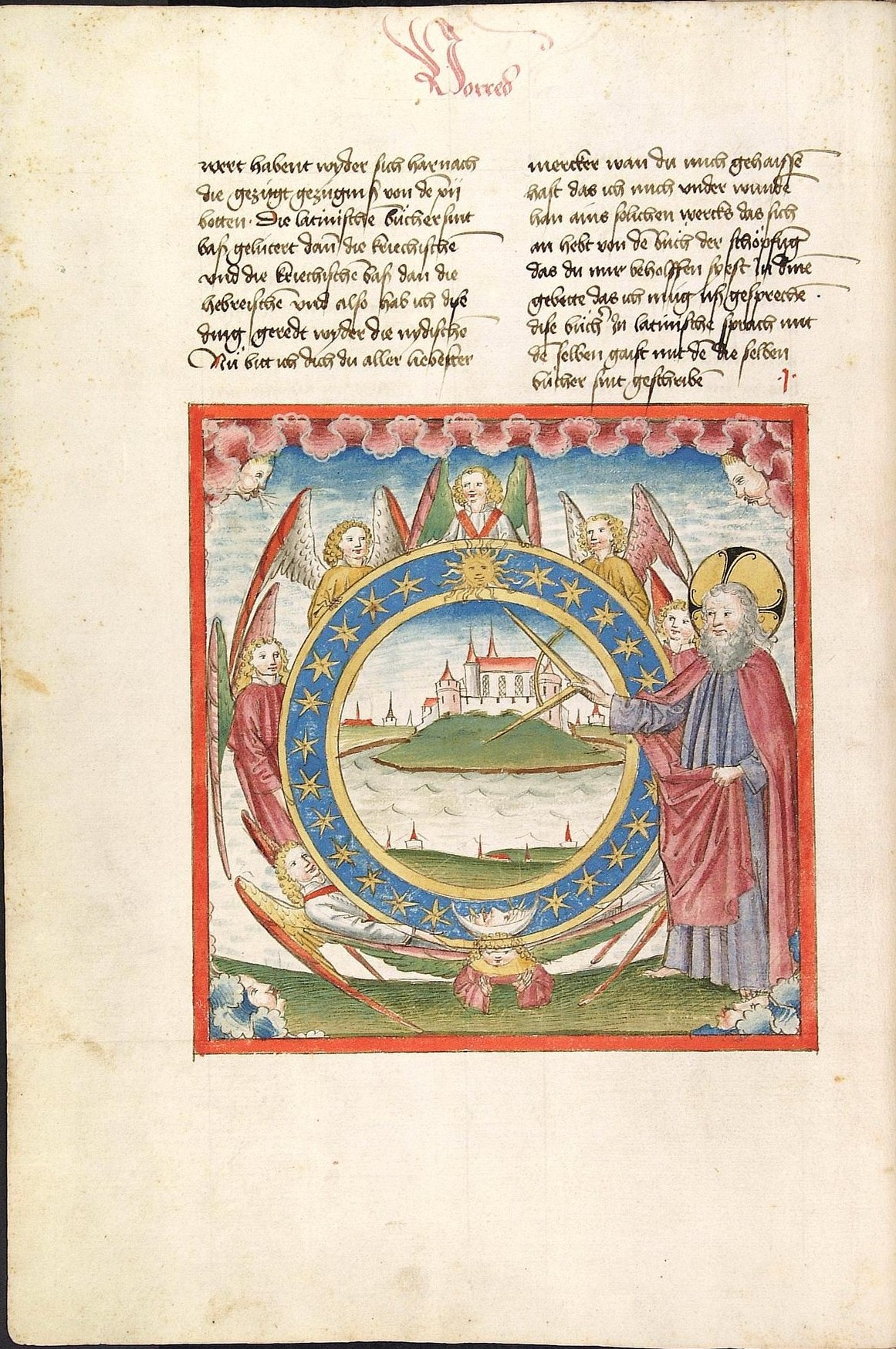
Cod. Pal. germ. 16, Blatt 9v – Gott vermisst die Erde mit einem Zirkel – Arbeitsbeispiel der Werkstatt Ludwig Henfflin

Die Werkstatt des Ludwig Henfflin war eine schwäbische Schreiberwerkstatt des 15. Jahrhunderts. Aus dieser Werkstatt sind im Handschriftenbestand der Codices Palatini germanici aus der ehemaligen kurfürstlich-pfälzischen Bibliotheca Palatina mehrere deutschsprachige illuminierte Handschriften überliefert, die alle in der Universitätsbibliothek Heidelberg aufbewahrt sind.

## Name der Werkstatt, Ort und Zeit der Tätigkeit

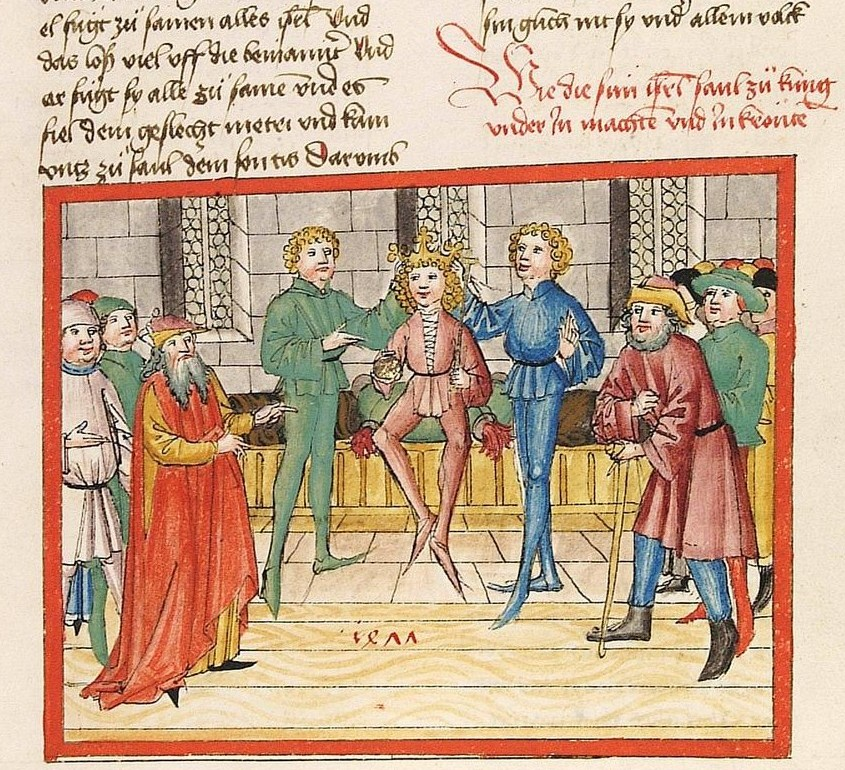
Cod. Pal. germ. 17, Blatt 14r – Krönung Sauls – Datierung der Handschrift: 1477

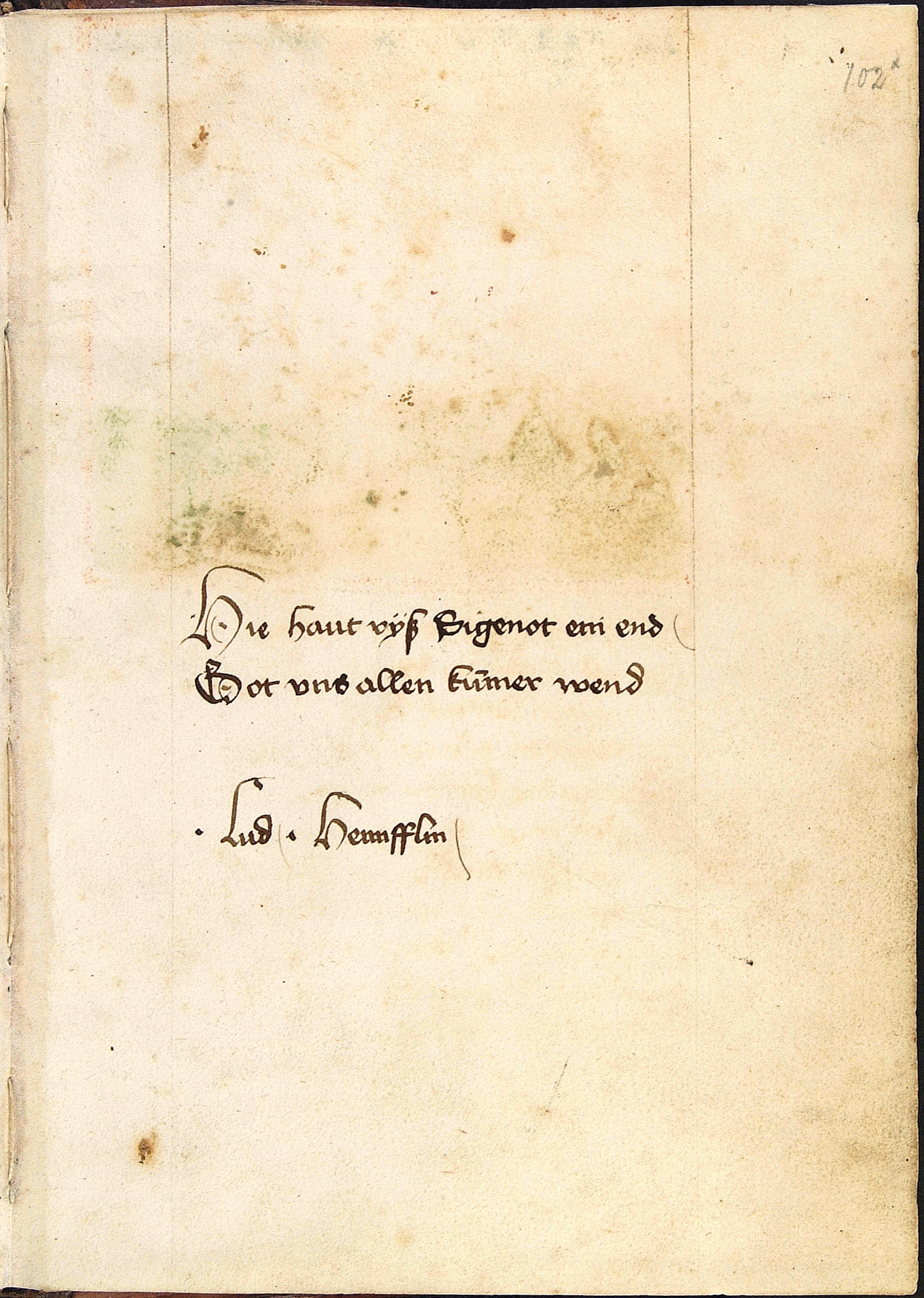
Cod. Pal. germ. 67, Blatt 102r – Schreibereintrag Lud.[wig] Hennfflin

Über die Werkstatt des Ludwig Henfflin gibt es keine eigenständige historische Überlieferung. Die Benennung geht zurück auf eine Analyse Hans Wegeners, der bei seiner Katalogisierung der spätmittelalterlichen Bilderhandschriften der Heidelberger Universitätsbibliothek 1927 den Werkstatt-Zusammenhang bestimmter Codices feststellte und unter diesem Namen in die Forschung einführte. Die Bezeichnung beruht demnach auf der Selbstnennung eines Schreibers als Lud.[wig] Hennfflin auf der letzten Seite einer einzelnen Handschrift, der Sigenot-Handschrift Cod. Pal. germ. 67, Blatt 102r.
Auch zur zeitlichen Einordnung gibt es im Handschriftenbestand der Codices Palatini germanici nur eine einzelne Angabe: Auf Blatt 14r der Handschrift Cod. Pal. germ. 17 findet sich im Innern des Illustrationsrahmens die Angabe 1477 zu Füßen der Figuren.
Wegener folgend war die Werkstatt vermutlich in Stuttgart ansässig, der Residenzstadt der Grafen von Württemberg. Auftraggeberin der Handschriften war Margarethe von Savoyen (1420–1479), seit ihrer dritten Heirat 1453 mit Ulrich V. Gräfin von Württemberg-Stuttgart; beider Wappen finden sich in mehreren der zuzuordnenden Handschriften. Vermutlich war die Werkstatt Henfflin demnach zwischen etwa 1470 und 1479 für Margarete tätig; weder früher noch später sind Zeugnisse weiterer Aktivitäten bisher nachgewiesen (Stand 2020).
Dass alle Handschriften der Werkstatt Henfflin letztlich in die Bibliotheca Palatina in Heidelberg gelangten, ist mit dem wechselvollen Lebensweg der Auftraggeberin zu erklären. Margarete von Savoyen war in zweiter Ehe mit dem pfälzischen Kurfürsten Ludwig IV. verheiratet, vermutlich erbte das einzige Kind aus dieser Ehe, Kurfürst Philipp von der Pfalz, die Handschriften nach Margaretes Tod 1479.

## Die Illustrationen
Hans Wegener, 1927 der Entdecker des Werkstatt-Zusammenhangs, konnte den Illustrationen der Werkstatt Henfflin kaum Wert zumessen; aus seiner Sicht waren die kolorierten Zeichnungen „sorgfältig, aber sehr temperament- und phantasielos“ ausgeführt, ihn überraschen „einzelne Szenen […] durch die Primitivität der Darstellung“, die Qualität des Zeichners und der Zeichnungen ist für ihn „recht unbedeutend“.
Die neuere Forschung hebt dagegen den unterhaltenden Charakter der Bildfolgen und die Anschaulichkeit der Darstellungen hervor, sieht auch das Bemühen um Perspektive gegenüber früheren elsässischen Illustratoren und betont die Richtigkeit der Proportionen bei der Figurendarstellung. Nur die Mimik wird als „weitgehend ausdruckslos“ bezeichnet, häufig zeigen die Gesichter „eine nicht zum Text passende Fröhlichkeit“. Als Besonderheit der Zeichnungen wird außerdem deren moderner narrativer Charakter beschrieben und der Detailreichtum der Darstellungen. Der Illustrator der Werkstatt Henfflin entwarf regelrecht „Illustrationszyklen“ und bediente sich vielfach des Kunstgriffs der „simultanen Illustration“, indem er aufeinander folgende Situationen einer Geschichte in einer einzigen Darstellung parallel abbildete. Die moderne Digitalisierung der Handschriften vermittelt solche Illustrierung als eine Art „Daumenkino des Mittelalters“.

## Überlieferte Handschriften
Alle neun Handschriften, die der Werkstatt Henfflin zugeordnet werden können, sind vollständig digitalisiert als Internet-Veröffentlichung der Universitätsbibliothek Heidelberg greifbar. Im Einzelnen:
- eine dreiteilige Bibel-Handschrift, Abschrift des Alten Testaments aus der 1466 erstmals gedruckten Mentelin-Bibel:
  - Cod. Pal. germ. 16 (Inhalte: Bücher Mose, Josua, Richter und Rut.)[13]
  - Cod. Pal. germ. 17 (Inhalte: Bücher Samuel, Könige, Paralipomenon I und II, Esra, Tobias, Judit, Ester und Hiob)[14]
  - Cod. Pal. germ. 18 (Inhalte: Psalter, Parabole, Ecclesiastes, Cantica canticorum, Sapienta, Ecclesiasticus, Propheten)[15]
- Cod. Pal. germ. 67 (Inhalt: Jüngerer Sigenot)[16]
- Cod. Pal. germ. 76 (Inhalt: Johannes von Tepl: Der Ackermann aus Böhmen)[17][18]
- Cod. Pal. germ. 142 (Inhalt: Pontus und Sidonia)[19]
- Cod. Pal. germ. 152 (Inhalt: Elisabeth von Nassau-Saarbrücken: Herpin)[20]
- Cod. Pal. germ. 345 (Inhalte: Lohengrin und Friedrich von Schwaben)[21]
- Cod. Pal. germ. 353 (Inhalt: Die Heidin)[22][23]